# Unter Donner und Blitz
Unter Donner und Blitz (Sous le tonnerre et les éclairs en français) est une polka rapide de Johann Strauss II (op. 324). Elle est créée le 16 février 1868 au Dianabad Hall à Vienne.

## Histoire
La polka est écrite pour le bal de carnaval de l'association d'artistes Hesperus et créée lors de cet événement le 16 février 1868 au Dianabad Hall. Dans cette œuvre, le compositeur décrit en musique un orage d'été. C'est l'une des compositions les plus connues et les plus populaires de Johann Strauss II. Elle est souvent entendue lors des concerts du nouvel an de la Philharmonie de Vienne ou jouée comme musique d'intermède dans le deuxième acte de l'opérette Die Fledermaus (au lieu de la musique de danse réellement prévue à cet instant).

## Durée
Le temps de lecture sur le CD répertorié en références est de 3 minutes et 4 secondes. Cette durée peut varier quelque peu, selon l'interprétation musicale du chef d'orchestre.

## Postérité
La pièce est jouée lors du célèbre concert du nouvel an à Vienne : en 1942 et 1944 (Clemens Krauss) ; 1946 (Josef Krips) ; 1948 et 1952 (Clemens Krauss) ; 1956, 1961, 1966 et 1978 (Willi Boskovsky) ; 1982 (Lorin Maazel) ; 1987 (Herbert von Karajn) ; 1992 (Carlos Kleiber) ; 1999 (Lorin Maazel) ; 2009 (Daniel Barenboim) ; 2012 (Mariss Jansons) ; 2018 (Riccardo Mutti).